# Język walak
Język walak, także: lower pyramid, wodo – język papuaski używany w prowincji Papua w Indonezji. Według danych z 2007 roku mówi nim 20 tys. osób. Obszar użytkowania: kabupaten Jayawijaya – dystrykty: Asologoima, Biri, Bolakme, Bugi, Koragi, Ngguma (Tagima), Pyramid, Silo Karno, Wolo, Yalengga; kabupaten Mamberamo Tengah – dystrykty: Eragiam, Ilugwa, Mogonik, Winam, Wurigelebur.
Blisko spokrewniony z językiem nggem.
Jest zapisywany alfabetem łacińskim.